# Équipe d'Angola de football à la Coupe d'Afrique des nations 2006
Le parcours de l'équipe d'Angola de football à la Coupe d'Afrique des nations 2006, organisée en Égypte, constitue la troisième participation du pays à la compétition. Éliminées au premier tour, les Palancas Negras terminent troisièmes du groupe B derrière le Cameroun, la République démocratique du Congo et devant le Togo.
Durant les éliminatoires, les Angolais sont dirigés au départ par le Brésilien Ismael Kurtz puis par l'Angolais Luís Oliveira Gonçalves, en place depuis 2003, qui va amener la sélection à la Coupe d'Afrique des nations 2006 ainsi qu'au Mondial en Allemagne.
Pendant la compétition, les Palancas Negras, menés par leur attaquant vedette Akwá, inscrivent quatre buts, en encaissent cinq, subissent une défaite, font un match nul et remportent un match. L'équipe a frôlé la qualification pour les quarts de finale malgré le déficit de jeu et une défense fragile. La sélection termine ainsi troisième du groupe et neuvième dans le classement des sélections lors de cette CAN.
La participation à la Coupe d'Afrique des nations 2006 a servi de préparation pour la Coupe du monde de football 2006, en Allemagne.

## Les qualifications pour la CAN 2006

### Premier tour face au Tchad: l'Angola tout proche de l'élimination
Les qualifications pour la Coupe du monde 2006 constituent aussi les qualifications pour la CAN 2006 en Égypte. Il s'agit de la onzième participation dans les qualifications de la CAN pour les Palancas Negras. 
Puisque l'Angola ne fait pas partie des neuf meilleures équipes africaines en 2002, il doit disputer un premier tour contre l'équipe du Tchad (surnommée Les Sao) qui participe aux éliminatoires de la CAN pour la quatrième fois de son histoire. 
Pour les joueurs du sélectionneur brésilien Ismael Kurtz,, positionnés comme quatre-vingt-troisième nation au classement FIFA du 22 octobre 2003, la confrontation est censée être facile face au 153e mondial.
Cependant, lors du match aller, les Tchadiens battent à la surprise générale les Angolais, malgré une ouverture du score de Bruno Mauro à la 49e minute, grâce à un triplé de Francis Oumar Belonga (en) et font douter les Angolais. 
Cette contre-performance des Angolais va conduire la fédération angolaise de football (FAF) à licencier le Brésilien. Pour lui succéder, alors que le nom de Bernardino Pedroto est souvent cité pour prendre la tête de la sélection, c'est au final Luís Oliveira Gonçalves, sélectionneur des moins de 20 ans angolais, qui est nommé avec comme objectifs de reconstruire et de se qualifier pour le tour suivant.
Le match retour se déroule au Estádio da Cidadela, le 16 novembre 2003, les joueurs du nouveau sélectionneur renversent difficilement les Sao, en inscrivant deux buts par Akwá et par Bruno Mauro. Sur l'ensemble des deux matches, les deux équipes sont à l'égalité (trois buts partout) mais grâce au but à l'extérieur, les Angolais se qualifient pour le tour suivant, sans briller.
| Qualifications pour la Coupe du monde 2006 (Premier tour, match aller) | Tchad             | 3 - 1   | Angola          | | |
| 12 octobre 2003                                                        | Oumar 53e 74e 83e | (0 - 0) | 49e Bruno Mauro | Stade omnisports Idriss-Mahamat-Ouya N'Djaména, Tchad Spectateurs : 30 000 Arbitrage : Monetchet Nahi | Stade omnisports Idriss-Mahamat-Ouya N'Djaména, Tchad Spectateurs : 30 000 Arbitrage : Monetchet Nahi |
| 12 octobre 2003                                                        | Rapport           |         |                 | Stade omnisports Idriss-Mahamat-Ouya N'Djaména, Tchad Spectateurs : 30 000 Arbitrage : Monetchet Nahi | Stade omnisports Idriss-Mahamat-Ouya N'Djaména, Tchad Spectateurs : 30 000 Arbitrage : Monetchet Nahi |

| Qualifications pour la Coupe du monde 2006 (Premier tour, match retour) | Angola                     | 2 - 0   | Tchad |                                                                                               |                                                                                               |
| 16 novembre 2003                                                        | Akwá 42e · Bruno Mauro 57e | (1 - 0) |       | Estádio da Cidadela Luanda, Angola Spectateurs : 30 000 Arbitrage : Buenkadila Wabelo Bisingu | Estádio da Cidadela Luanda, Angola Spectateurs : 30 000 Arbitrage : Buenkadila Wabelo Bisingu |
| 16 novembre 2003                                                        | Rapport                    |         |       | Estádio da Cidadela Luanda, Angola Spectateurs : 30 000 Arbitrage : Buenkadila Wabelo Bisingu | Estádio da Cidadela Luanda, Angola Spectateurs : 30 000 Arbitrage : Buenkadila Wabelo Bisingu |

### Second tour: l'Angola se qualifie pour la CAN 2006 mais aussi pour le Mondial en Allemagne

#### Matchs aller: Un bon départ pour les Palancas Negras

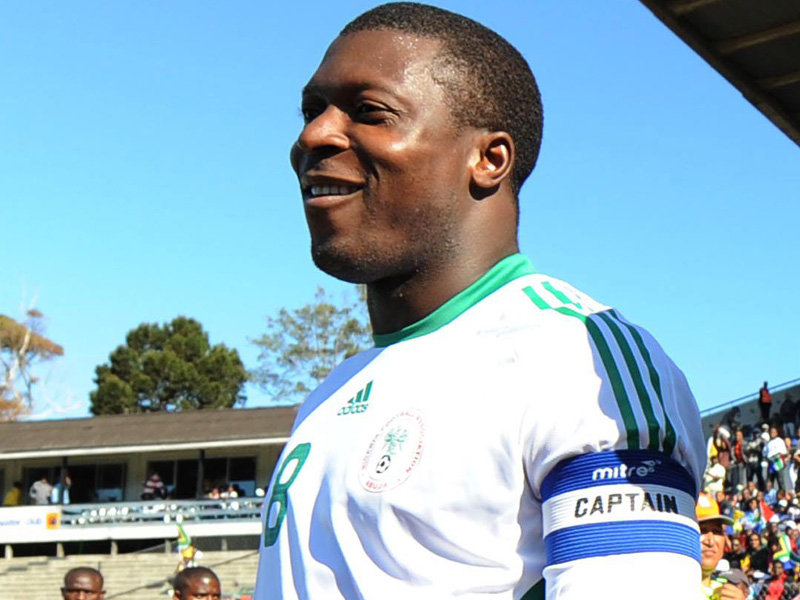
Le Nigeria de Yakubu Aiyegbeni (ici avec le maillot des Super Eagles) est favori du groupe 4.

Après ce difficile premier tour, les Angolais tombent dans le groupe 4. Ce groupe est composé d'une tête de série, le Nigeria qui est favori du fait de sa participation au Mondial 2002 et de ses performances aux deux dernières CAN (à savoir deux fois troisième en 2002 et en 2004), de l'Algérie (qui a été quart-de-finaliste de la CAN 2004), du Gabon, du Rwanda et du Zimbabwe. Au moment du tirage réalisé le 5 décembre 2003 à Francfort (Allemagne), les chances de l'Angola sont faibles, les espoirs sont justes pour la qualification à la CAN 2006.
Après avoir fait match nul et vierge contre l'Algérie lors du premier match, les Angolais créent la surprise lors de la deuxième journée contre le favori nigérian, en s'imposant à domicile sur le score d'un but à zéro. Le buteur est Akwá à la quatre-vingt-quatrième minute. Les trois journées suivantes voient les Palancas Negras remporter deux victoires contre le Rwanda, et le Zimbabwe, et faire un match nul contre le Gabon. Après les matches aller, l'Angola crée la surprise et est premier du groupe avec onze points, soit un de plus que le Nigeria.

#### Matchs retour: le duel avec le Nigeria est intense jusqu'à la dernière minute

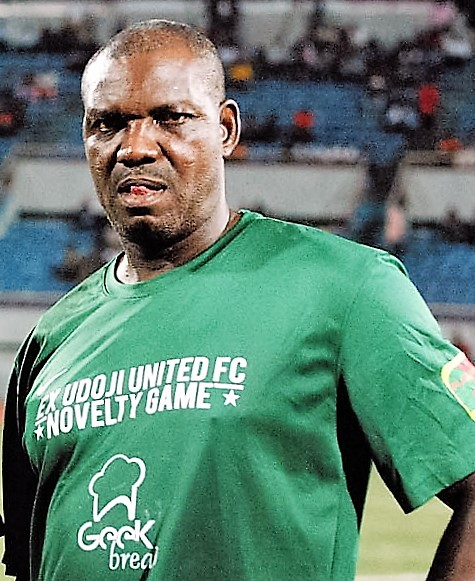
Le Nigérian Augustine Eguavoen est nommé sélectionneur des Super Eagles en juin 2005, avec comme objectifs de se qualifier pour le Mondial 2006 et pour la CAN 2006. Il restera sélectionneur jusqu'en 2007.

Pour les matches retours, les Angolais sont surpris par le Zimbabwe, sur le score de deux buts à zéro, permettant au Nigeria de prendre la tête du classement du groupe 4. Pour l'anecdote, en concédant cette défaite, l'Angola perd au profit du Zimbabwe le titre officieux de "Champion du monde", remporté lors du match gagné contre le Nigeria lors de deuxième journée, soit huit matches sans défaite toutes compétitions confondues.
Après cela, les Angolais tentent de récupérer la première place, en battant l'Algérie deux buts à un et surtout en profitant du match nul du Nigeria contre le Rwanda (1-1). Ensuite, la confrontation directe entre les Super Eagles et les Palancas Negras le 18 juin 2005 est considérée comme un tournant et celui qui gagne a la voie ouverte à la qualification pour le Mondial. Alors que le Nigérian Jay-Jay Okocha ouvre le score à la cinquième minute, les Angolais n'égalisent qu'à la soixantième minute par Figueiredo et font match nul (1-1). Les deux sélections sont premières exæquo à la huitième journée mais les confrontations directes entre elles donnent l'Angola devant le Nigeria, malgré une différence de de buts défavorable à l'Angola. À partir de là, les Angolais comme les Nigérians attendent un faux pas de l'équipe pour prendre les commandes du groupe.
Lors de la neuvième journée, le statu quo est constaté puisque l'Angola bat facilement le Gabon sur le score de trois buts à zéro alors que le Nigeria écrase l'Algérie sur le score de cinq buts à deux. Avec dix-huit points chacun, les deux équipes sont déjà qualifiées pour la CAN 2006.
Pour la dernière journée, le classement après neuf journées donne une égalité en tête du classement, avec le Nigeria et l'Angola à dix-huit points. Bien que le Nigeria possède une meilleure différence de buts que l'Angola, elle est derrière du fait des confrontations directes (1-0 pour l'Angola au match aller ; 1-1 au match retour). C'est pour cela que la dernière journée est capitale pour les deux sélections qui jouent simultanément à Abuja et à Kigali.
João Ricardo - Yamba Asha, Jacinto Pereira, Jamba, Lebo Lebo - André Macanga, Gilberto, Paulo Figueiredo - Akwá, Flávio, Mendonça
L'ouverture du score à la trente-cinquième minute du Nigérian Obafemi Martins permet au Nigeria de passer à la fois devant dans ce match contre le Zimbabwe et surtout devant l'Angola au classement. Les Angolais, qui ont été nerveux durant tout le match du fait de l'enjeu et face à des Rwandais qui jouaient à fond, ont eu très chaud en début de la deuxième période lorsque les Rwandais ont touché la barre transversale. Quant aux Nigérians en deuxième période, Yussuf Ayila et Obafemi Martins sur penalty aggravent la marque et mènent trois buts à un malgré le but du Zimbabwéen Benjani Mwaruwari. Mais alors que Nwankwo Kanu transforme son penalty à la quatre-vingtième minute pour mener quatre buts à un, la stupeur frappe le stade Abuja, saisi par l'ouverture du score des Angolais par Akwá de la tête aux sept mètres à la soixante-dix-neuvième minute, sur un centre du milieu remplaçant Zé Kalanga. Même quand Peter Odemwingie marque le cinquième but, le Nigeria est toujours derrière l'Angola, qui se qualifie à la fois pour la CAN 2006 mais surtout pour le Mondial 2006, à cause des confrontations directes. Au final, les pays qui vont se qualifier pour la CAN 2006 sont l'Angola, le Nigeria et le Zimbabwe.

## Bien se préparer pour la CAN 2006

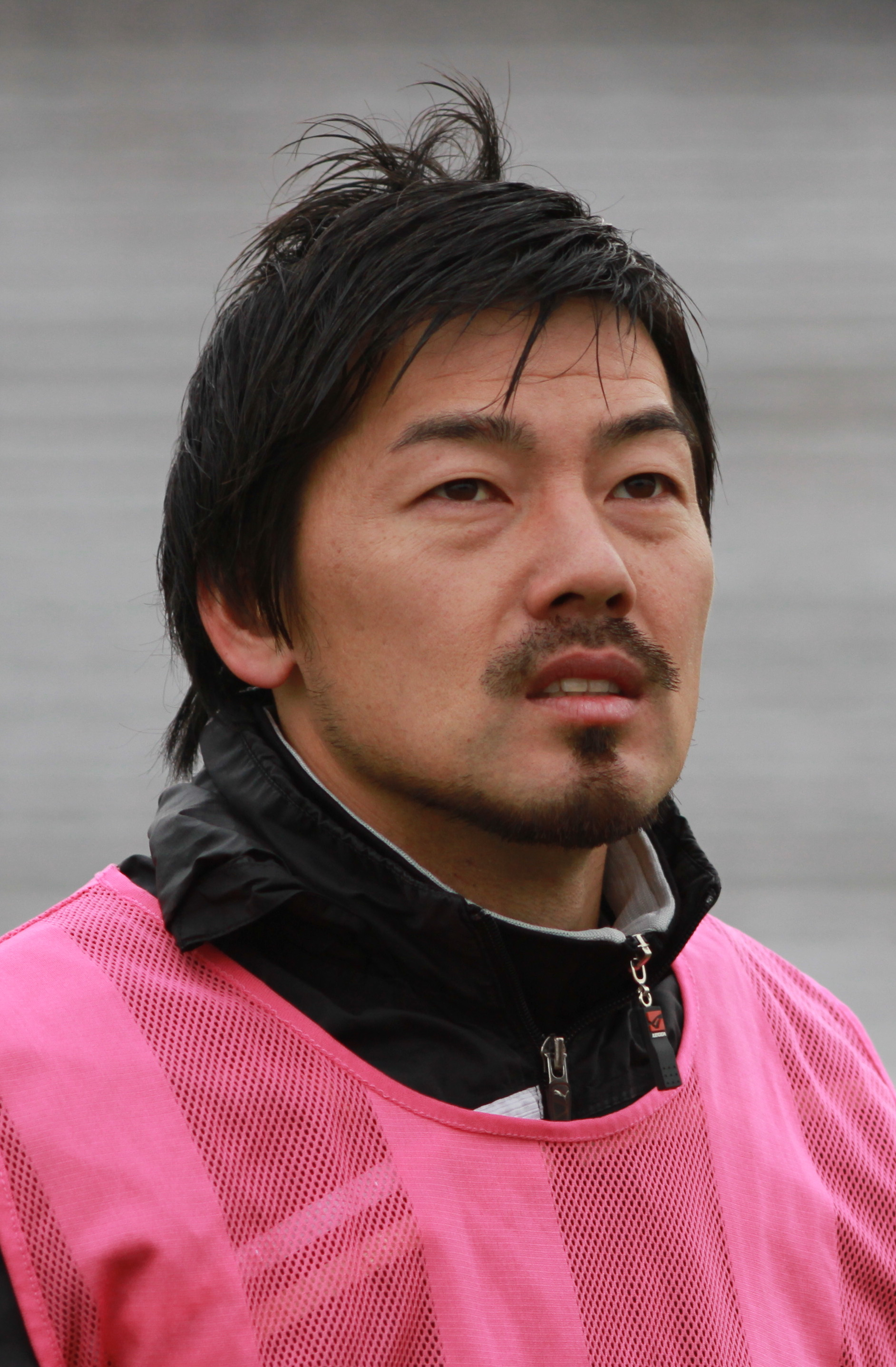
Le Japonais Daisuke Matsui, jouant au MUC 72 depuis 2004, inscrit le seul but du match contre l'Angola et son unique but en sélection.

Après la qualification historique contre le Rwanda en octobre 2005, l'Angola entame une préparation pour la CAN 2006 en Égypte.
Cela débute par un amical en novembre 2005 contre le Japon à Tokyo. L'Angola remplace à la fois la Côte d'Ivoire, puis le Togo, qui ont tous les deux annulés leurs venues. Le match se termine sur une défaite des Angolais, à la quatre-vingt-dixième minute par le but de Daisuke Matsui.
Après cela, les Palancas Negras préparent la CAN 2006 à Marbella en Espagne, du 26 décembre 2005 au 15 janvier 2006. Il est prévu au départ une série de matches contre des clubs européens prestigieux (Malaga CF, FC Bruges, Bayer Leverkusen et Hertha Berlin), puis au Maroc contre les Lions de l'Atlas. Pour autant, il y a des incertitudes concernant certains adversaires : d'après le site internet Camfoot, l'Angola a rencontré deux équipes de deuxième division, à savoir Marbella et Renhane, le club de Malaga et le club belge de Bruges. Pour les deux derniers, cela s'est soldé par un match nul (1-1) puis par une victoire angolaise (4-1), mais pour les deux premiers, des doutes sont émis car le club de Marbella n'est pas en deuxième division en 2005-2006 mais en troisième division mais surtout sur le club de Renhane qui est inconnu alors qu'il est stipulé aussi en deuxième division. De même, le site Allafrica.com précise que la sélection angolaise a affronté le club de deuxième division allemande Wacker Burghausen et un club de deuxième division française qui est appelé "Jean". 

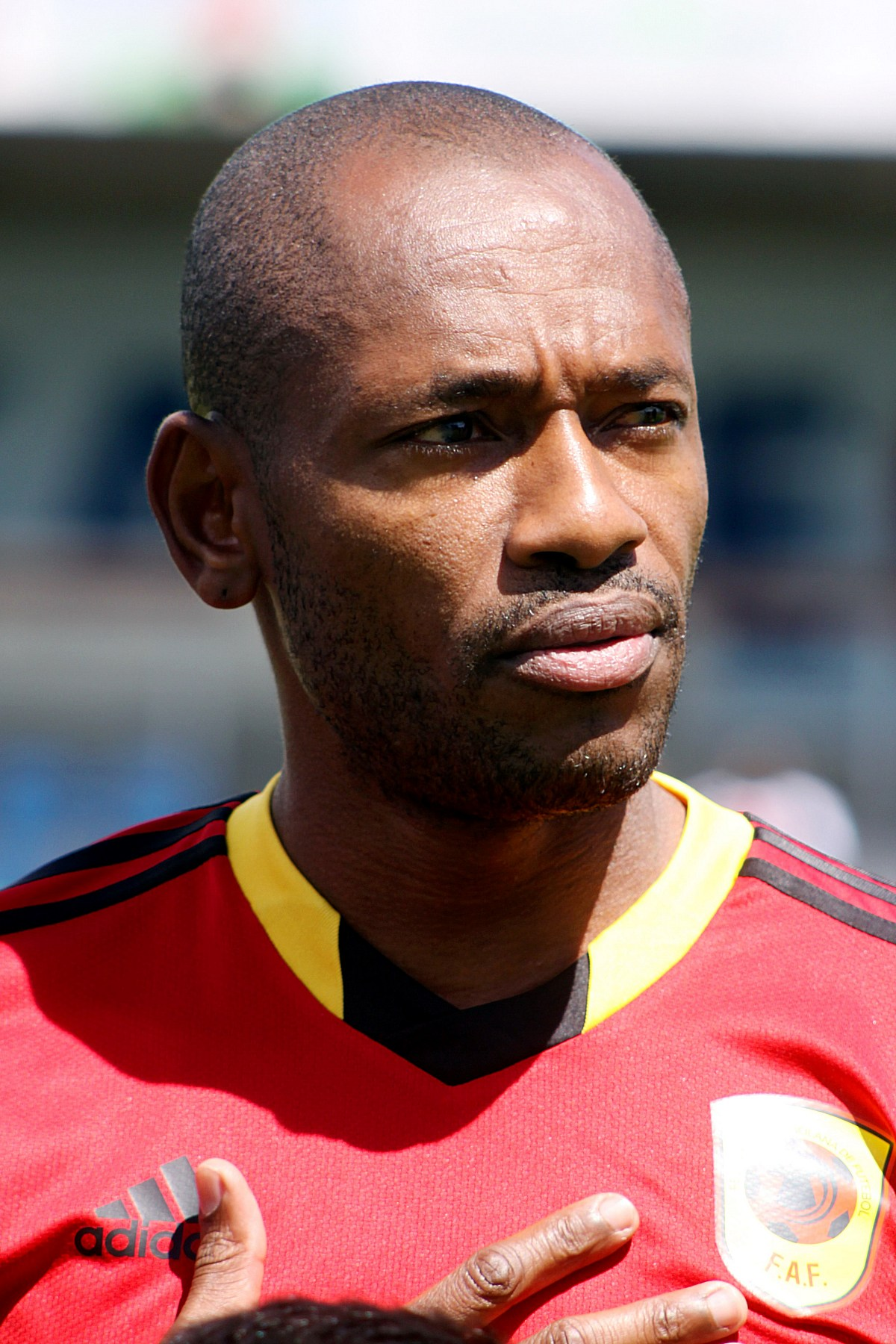
L'Angolais Gilberto, ici en 2014 contre l'Iran, se blesse au tendon d’Achille durant le match contre le Maroc et doit déclarer forfait pour la CAN 2006.

Pendant ce stage, Lamá se blesse durant le stage et est remplacé par le gardien des espoirs angolais Angelo et Zé Kalanga est testé par le Valence CF et par le Bayer Leverkusen mais il n'est pas retenu par les deux clubs.
Puis après cette tournée en Espagne, il reste un match le 17 janvier 2006 contre le Maroc, initialement à Marrakech avant d'être déplacé à Rabat et se solde par un match nul (2-2) après avoir été mené deux buts à zéro par les Marocains. 
Les Angolais Akwá et Mantorras (sur penalty) ont permis d'égaliser mais Gilberto se blesse au tendon d’Achille lors de ce match, ce qui conduit le sélectionneur Oliveira à appeler Johnson Macaba.

## La CAN 2006: L'Angola rate de peu les quarts-de-finale et déçoit les supporters

### L'effectif pour le tournoi
Pour ce tournoi, le sélectionneur angolais Luís Oliveira Gonçalves doit se passer de quelques cadres, à savoir l'attaquant Gilberto à cause de sa blessure au tendon d'Achille et le défenseur Yamba Asha qui a été contrôlé positif lors d'un contrôle anti-dopage effectué après le match contre le Rwanda le 8 octobre 2005 et s'est vu infliger une suspension provisoire d'un mois par la FIFA puis suspendu jusqu'au 8 août 2006, l'empêchant de participer à la CAN 2006, au Mondial 2006 et ne peut pas jouer avec son club (AS Aviação).

### L'objectif d'atteindre les quarts-de-finale est raté de peu

#### J1: Les Angolais sont dominés par les Camerounais (1-3).

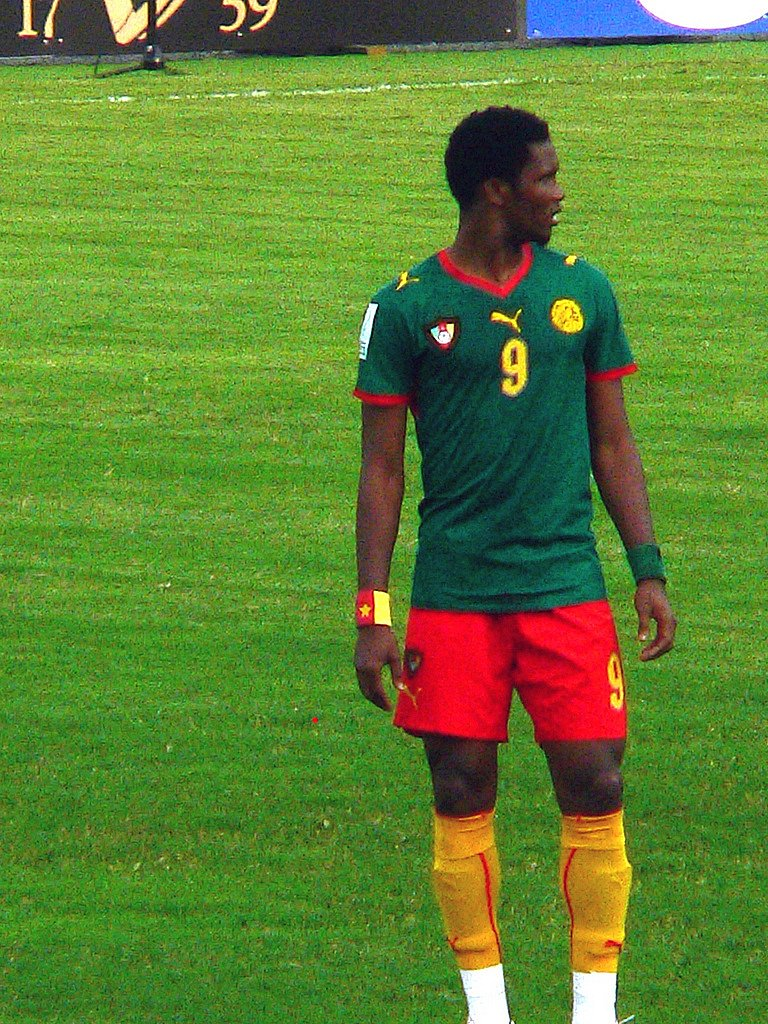
Le Camerounais Samuel Eto'o inscrit un triplé contre l'Angola, lors du premier match de la CAN 2006.

Placés dans le chapeau 4 lors du tirage de la CAN 2006, les Angolais sont placés dans le groupe B avec le Cameroun, la RD Congo et le Togo. L'ambition affichée par le secrétaire général de la FAF Augusto Silva ambitionne de passer le deuxième tour voire d'aller en finale de la CAN.
Pour le premier match, les Palancas Negras affrontent le Cameroun. Les dix premières minutes constituent la domination camerounaise sur le match et il faut attendre la quatorzième minute pour que l'Angola ait une grosse occasion, sur une contre-attaque de Flávio Amado, son centre est trop long devant les six mètres et passe devant Akwá. Puis à la dix-septième minute, João Ricardo sauve sur la ligne une tête de Douala sur corner, repoussant l'échéance. Cependant, à la vingtième minute, Samuel Eto'o marque en lucarne sur un coup franc brossé aux vingt-cinq mètres face au but. Les Angolais subissent des vagues d'attaques camerounaises après cela, cependant ils se procurent une occasion à la vingt-sixième par Édson Nobre aux sept mètres, captée par le gardien camerounais. Cependant, à la vingt-neuvième minute, Akwá est fauché dans la surface par Souleymanou Hamidou, qui reçoit un carton jaune et concède un penalty, qui est transformé par Flávio, prenant à contre-pied le gardien camerounais. Les Angolais égalisent et pensent avoir fait le plus dur, mais à la trente-neuvième minute, dans la surface de réparation angolaise, Samuel Eto'o reprend de la tête un centre de Douala venu de la droite et expédie le ballon dans les filets, reprenant l'avantage. 
En seconde période, les Camerounais gèrent tout en cherchant à inscrire un autre but. Néanmoins, il faut attendre la cinquante-cinquième minute, pour avoir une occasion angolaise avec un centre d'Antonio Mendonça, Akwá réalise un retourné acrobatique qui n'est pas cadré. Mais à la soixante-seizième minute, Eto'o inscrit son troisième but : il reçoit un ballon dans l’axe de la part de Daniel Ngom Kome et d'une frappe tendue aux vingt-trois mètres, João Ricardo en peut rien faire. Au final, le Cameroun s'impose facilement face à des Angolais qui ont essayé mais qui ont beaucoup laissé l’initiative aux Lions indomptables. Concernant l'Angola, ce match est un mauvais départ dans le tournoi.
| 1er tour CAN 2006 (groupe B, 1ère journée) | Cameroun | 3 - 1   | Angola |                                                                                     |                                                                                     |
| 21 janvier 2006                            | Eto'o 20e 39e 78e · Hamidou 29e · Webó 60e                                                                                     | (2 - 1) | 31e (pen.) Flávio · 55e Édson Nobre · 63e Jamba | Stade de l'Académie militaire du Caire Le Caire, Égypte Arbitrage : Mohamed Guezzaz | Stade de l'Académie militaire du Caire Le Caire, Égypte Arbitrage : Mohamed Guezzaz |
| 21 janvier 2006                            | Rapport |         | | Stade de l'Académie militaire du Caire Le Caire, Égypte Arbitrage : Mohamed Guezzaz | Stade de l'Académie militaire du Caire Le Caire, Égypte Arbitrage : Mohamed Guezzaz |
| 21 janvier 2006                            | Hamidou - Kalla, Song - Atouba, Ngom Kome ( 83e Olembé), Geremi, Makoun, Saïdou - Douala, Eto'o ( 89e Emana), Webó ( 75e Boya) | Équipes | João Ricardo - Jacinto Pereira, Jamba, Lebo Lebo, Marco Abreu ( 72e Luís Delgado) - André Macanga, Édson Nobre ( 65e Zé Kalanga), Paulo Figueiredo - Akwá , Flávio ( 60e Mantorras), Mendonça | Stade de l'Académie militaire du Caire Le Caire, Égypte Arbitrage : Mohamed Guezzaz | Stade de l'Académie militaire du Caire Le Caire, Égypte Arbitrage : Mohamed Guezzaz |

#### J2: Les Angolais, en supériorité numérique face aux Congolais, sont loin de maîtriser le match (0-0).

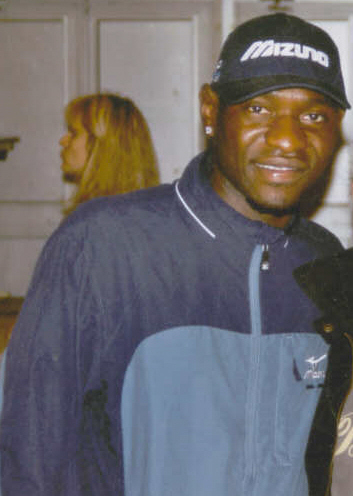
Le défenseur congolais Hérita Ilunga, ici en 2006, tient bon face aux attaques des Angolais (0-0).

Puis le second match oppose les Palancas Negras à la République démocratique du Congo du sélectionneur français Claude Le Roy, qui avait battu le Togo lors du match précédent (2-0). 
En première période, les Angolais débutent bien avec une frappe sans contrôle d'Akwá à la sixième minute, captée par Pascal Kalemba. Cependant après la dixième minute, les Congolais attaquent et Lomana LuaLua inquiète la défense à deux reprises en deux minutes. À la douzième minute, Flávio en profondeur tente une balle piquée pour lober le gardien, passant au-dessus de la barre transversale. De même, sur un corner, Kali rate sa reprise du plat du pied alors que le but est vite. Mais deux minutes  plus tard, le Congolais Mputu est expulsé à la dix-neuvième minute pour une faute sur Kali, résultant d'un coup de pied par derrière dans les parties du défenseur angolais alors que la balle sortait du terrain. Les Palancas Negras pourtant en supériorité numérique sont inefficaces en attaque, pour preuve, à la trentième minute, les Angolais frappent trois fois consécutivement sans réussir marquer. 
En seconde période, le scénario se répète : les attaquants angolais vendangent (Johnson Macaba à la cinquante-troisième minute ; Akwá aux soixante-deuxième et soixante-dixième minutes) et les Congolais en profitent pour lancer des contre-attaques aux soixante-troisième et soixante-dixième minutes, elles aussi inefficaces.  
Au final, ce score nul et vierge nous permet de remarquer que les Palancas Negras étaient inertes, inefficaces, timides et nerveux et l'équipe cherchait que Akwá, ce qui a nui à l'Angola et que les Congolais, même à dix se procurent des occasions.
| 1er tour CAN 2006 (groupe B, 2e journée) | Angola | 0 - 0   | RD Congo |                                                                                   |                                                                                   |
| 25 janvier 2006                          | Macaba 57e · Luís Delgado 82e | (0 - 0) | 19e Mputu · 24e Kabundi · 61e LuaLua | Stade de l'Académie militaire du Caire Le Caire, Égypte Arbitrage : Badara Diatta | Stade de l'Académie militaire du Caire Le Caire, Égypte Arbitrage : Badara Diatta |
| 25 janvier 2006                          | Rapport |         | | Stade de l'Académie militaire du Caire Le Caire, Égypte Arbitrage : Badara Diatta | Stade de l'Académie militaire du Caire Le Caire, Égypte Arbitrage : Badara Diatta |
| 25 janvier 2006                          | João Ricardo - Jamba, Kali, Loco - André Macanga, Édson Nobre, Paulo Figueiredo ( 75e Miloy), Luís Delgado - Akwá , Flávio ( 49e Maurito), Mendonça ( 47e Macaba) | Équipes | Kalemba - Ilunga, Kinkela, Bokese, Kabundi - Mbayo ( 92e Mutumba), Tshinyama, Matumona ( 47e Matingou), Biscotte ( 80e Ngandu), Mputu - LuaLua | Stade de l'Académie militaire du Caire Le Caire, Égypte Arbitrage : Badara Diatta | Stade de l'Académie militaire du Caire Le Caire, Égypte Arbitrage : Badara Diatta |

#### J3: Les Angolais gagnent face à dix Togolais mais sont éliminés (3-2).

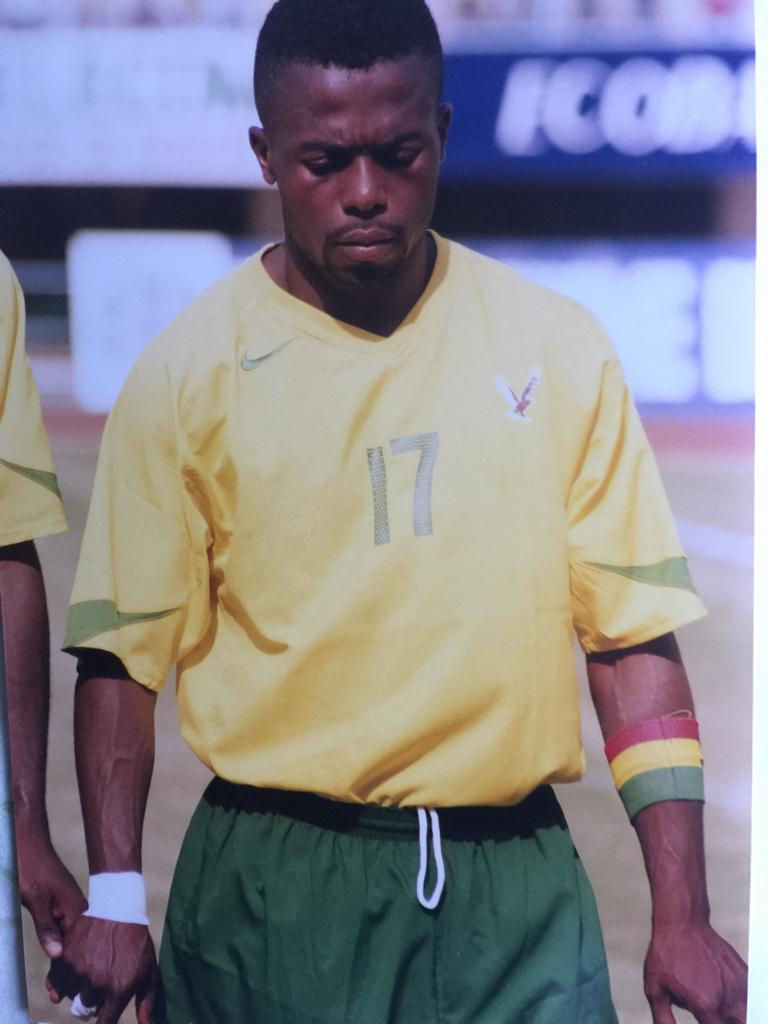
Le Togolais Mohamed Kader est buteur contre l'Angola, empêchant l'Angola de se qualifier. Néanmoins, le Togo est aussi éliminé au premier tour de la CAN 2006.

Quant au dernier match contre le Togo, privé de Adebayor après une altercation avec son sélectionneur, il s'agit d'un duel entre deux sélections qualifiées pour le Mondial en Allemagne. 
En première période, Akwá croise trop son face-à-face face au gardien togolais Tchagnirou à la septième minute. Deux minutes plus tard, Flávio ouvre le score. Après cela, Flávio puis Akwá ratent deux occasions coup sur coup à la dix-septième minute. Mais les Togolais réagissent par Romao à la vingt-et-unième minute mais ont eu chaud la minute suivante avec le but refusé d'Akwá pour un hors-jeu inexistant. Maismalgr&é cela, ils égalisent sur l'action suivante à la vingt-quatrième minute par avec une balle piquée de Kader. Cependant, le joueur togolais Guyazou (en) est expulsé à la vingt-neuvième minute pour un deuxième carton jaune, ce qui va profiter neuf minutes plus tard à Flávio, qui inscrit son deuxième but. 
En deuxième période, les occasions angolaises s'accentuent mais à la soixante-sixième minute, les Togolais égalisent grâce à Cherif Touré, sur une passe en retrait de Kader. Mais à la soixante-dixième minute, le gardien togolais fait deux parades pour empêcher le but angolais, mais ne peut rien à la quatre-vingt-sixième minute, lorsque Maurito décoche une frappe à l'angle de la surface de réparation, reprenant l'avantage pour l'Angola. 
Malgré la victoire des Palancas Negras sur le score de trois buts à deux, les Angolais sont déçus car du fait d'une différence de buts négative pour l'Angola, cela empêche la qualification, puisque la RD Congo et l'Angola sont conjointement à quatre points mais la différence de buts est favorable à la RD Congo.
| 1er tour CAN 2006 (groupe B, 3e journée) | Angola | 3 - 2   | Togo |                                                                                          |                                                                                          |
| 29 janvier 2006                          | Flávio 9e 38e · Akwá 21e · Maurito 86e | (2 - 1) | 22e Guyazou (en) · 24e Kader · 29e Guyazou (en) · 67e Cherif Touré                                                                                                  | Stade de l'Académie militaire du Caire Le Caire, Égypte Arbitrage : Abderrahim El Arjoun | Stade de l'Académie militaire du Caire Le Caire, Égypte Arbitrage : Abderrahim El Arjoun |
| 29 janvier 2006                          | Rapport |         | | Stade de l'Académie militaire du Caire Le Caire, Égypte Arbitrage : Abderrahim El Arjoun | Stade de l'Académie militaire du Caire Le Caire, Égypte Arbitrage : Abderrahim El Arjoun |
| 29 janvier 2006                          | João Ricardo - Jamba, Kali, Loco ( 72e Love), Luís Delgado - André Macanga, Maurito, Paulo Figueiredo - Akwá ( 61e Mantorras), Flávio - Édson Nobre ( 55e Zé Kalanga) | Équipes | Tchagnirou - Abalo, Assémoassa, Mamah, Tchangaï - Cherif Touré, Guyazou (en), Salifou ( 77e Touré Coubageat), Romao ( 58e Aziawonou), Sènaya ( 84e Olufadé) - Kader | Stade de l'Académie militaire du Caire Le Caire, Égypte Arbitrage : Abderrahim El Arjoun | Stade de l'Académie militaire du Caire Le Caire, Égypte Arbitrage : Abderrahim El Arjoun |

### Bilan de la CAN pour les Angolais
|   | Équipe   | Pts | J | G | N | P | Bp | Bc | GA |
| - | -------- | --- | - | - | - | - | -- | -- | -- |
| 1 | Cameroun | 9   | 3 | 3 | 0 | 0 | 7  | 1  | +6 |
| 2 | RD Congo | 4   | 3 | 1 | 1 | 1 | 2  | 2  | 0  |
| 3 | Angola   | 4   | 3 | 1 | 1 | 1 | 4  | 5  | -1 |
| 4 | Togo     | 0   | 3 | 0 | 0 | 3 | 2  | 7  | -5 |

| 21 janvier | Cameroun | 3 | 1 | Angola   |
| 25 janvier | Angola   | 0 | 0 | RD Congo |
| 29 janvier | Angola   | 3 | 2 | Togo     |

Au final, les leçons à tirer de cette CAN pour les Angolais sont les suivants : tout d'abord, le responsable du comité national olympique angolais Gustavo da Conceição déclare :   

« il y a un malaise dans l'encadrement technique et dans l'équipe. La prestation des Angolais n'était pas à la hauteur des espoirs que tout un peuple a placé sur eux. 
L'objectif final est d'éviter de se ridiculiser en Allemagne. »

Ensuite, le sélectionneur s'excuse de la prestation angolaise à la CAN : 

« Nous sommes tristes pour tout cela, nous ne nous sommes pas qualifiés parce que nous avons peu fait pour mériter la qualification. 
Les "Palancas Negras" avaient perdu le pari lors du match contre la RD Congo (0-0) qui, même avec dix éléments, ne s’est pas laissée battre par l’Angola. 
Quant au match contre le Togo, la sélection nationale n'a pas réussi à faire la différence voulue à cause de plusieurs erreurs. Nous sommes entrés sur le terrain pour gagner et quand nous nous sommes aperçu que la RD Congo perdait, nous avons tout misé en échangeant un défenseur par un attaquant, mais cela fut sans effet. »

Durant le tournoi, Akwá s'est révélé mais l'équipe manque de vécu et la fragilité défensive est criante, ce qui a été remarqué lors des matches contre le Cameroun et le Togo.
Pour les supporters, la débâcle est mal accueillie et surtout les absences combinées d'un groupe cohérent, d'un leader, et des joueurs Gilberto et Yamba Asha ont été fatales pour l'Angola.

## Une répétition utile pour la Coupe du monde 2006

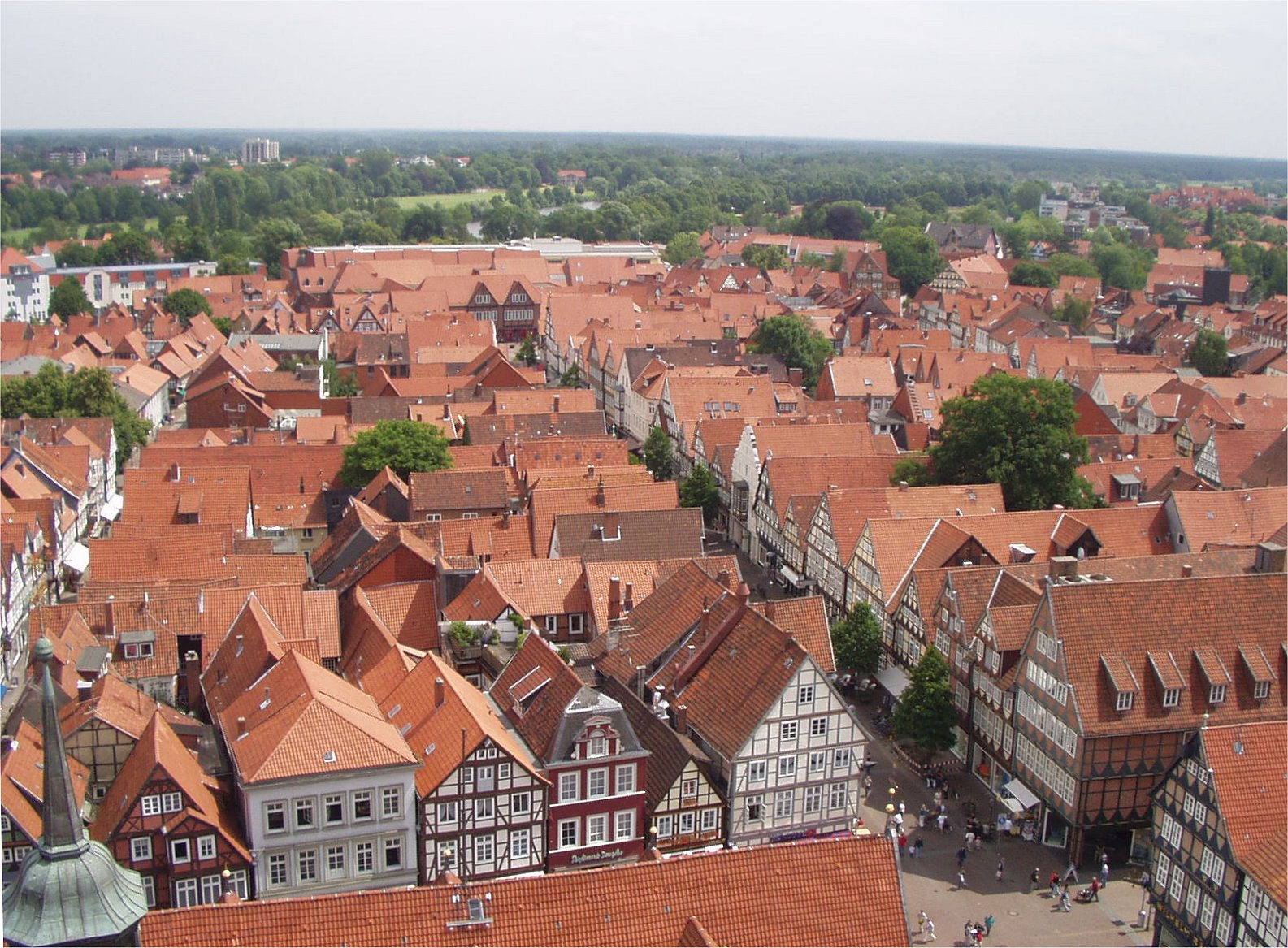
La ville de Celle accueille les joueurs angolais pour le Mondial allemand et sert de camp de base aux Palancas Negras.

Après une coupe d'Afrique des nations décevante, les Angolais restent néanmoins concentrés sur le Mondial allemand et conservent le même sélectionneur. Ils cherchent ainsi à construire une équipe avec des joueurs d'expériences ainsi que des joueurs européens d'origine angolaise afin d'être prêts pour le mois de juin. De même, le séjour dès mai à Celle en Allemagne va permettre de se préparer en rencontrant des sélections mondiales comme l'Argentine (0-2), la Turquie (2-3) et les États-Unis (0-1).
Au final, le bilan de la préparation en Allemagne est sur le plan comptable négatif, avec trois défaites mais l'attaquant angolais Akwá relativise cela dans une interview à Eurosport le 6 juin 2006 : 

« Le fait que les trois matches amicaux d'avant tournoi aient été perdus n'a pas démoralisé l'équipe. Nous avons six jours jusqu'au grand match [contre le Portugal]. Maintenant, nous devons nous concentrer. 
J'étais un peu déçu dans le match contre la Turquie. Nous avons bien joué durant la première mi-temps mais en seconde période, nous nous sommes écroulés et surtout nous n'avons pas fait ce que le coach nous a demandé. »

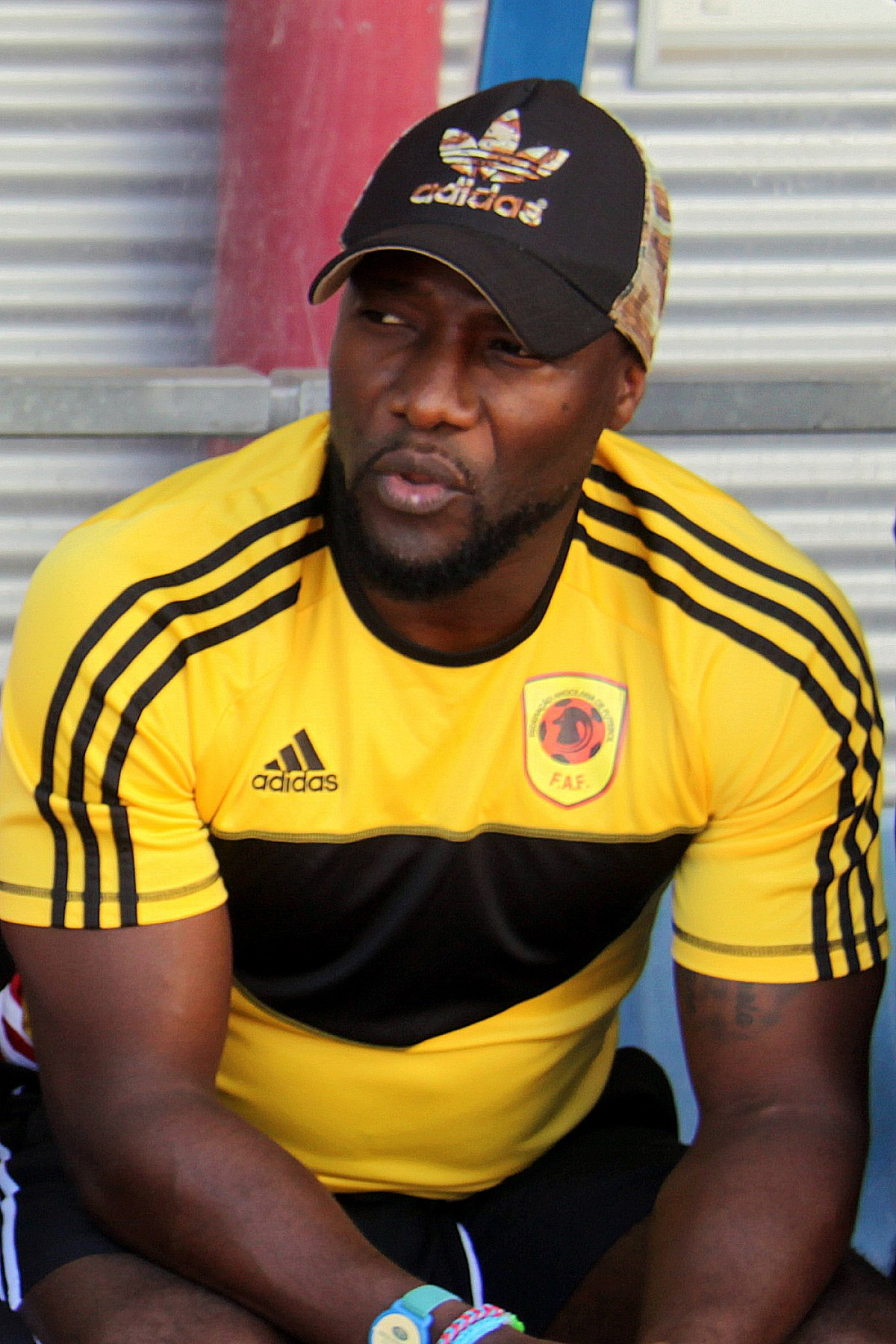
Le milieu défensif André Macanga, ici en 2014, est expulsé lors de ce match contre le Mexique à la soixante-dix-neuvième minute, après deux cartons jaunes.

Quant à la compétition finale, le gardien Goliath n'est pas appelé ainsi que le défenseur Jacinto Pereira, qui avaient été sélectionnés pour la CAN 2006, ne sont pas retenus par le sélectionneur et ce dernier crée une surprise en prenant en troisième gardien Mario, qui n'a aucune sélection. 
Avec une défaite (0-1) contre le Portugal, ancienne puissance coloniale, ce match revêt une portée symbolique pour les Angolais mais les Angolais ont eu des difficultés à attaquer et ont trop souvent défendu leur cage. 

Puis, face aux Mexicains (quatrièmes au classement FIFA avant le début du tournoi), ils ont subi des vagues d'attaques sans céder, même à dix lorsque André Macanga s'est fait expulser à soixante-dix-neuvième minute, le gardien angolais João Ricardo a sauvé l'équipe, le récompensant du titre d'Homme du Match. 

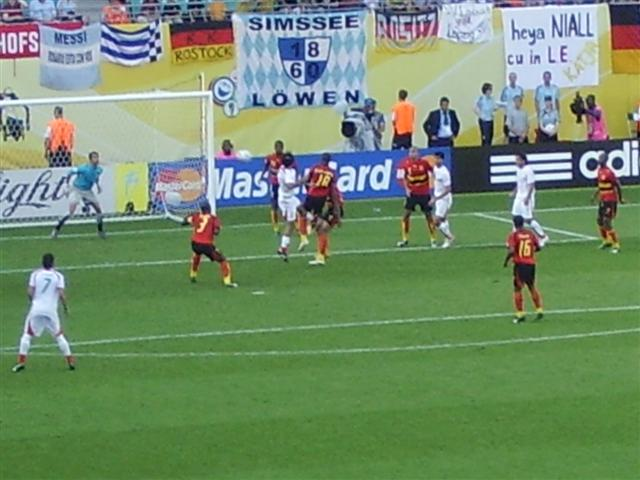
L'Iranien Bakhtiarizadeh égalise à la soixante-quinzième minute de la tête sur un corner.

Pour finir, contre l'Iran, les Angolais ont une faible chance de se qualifier (si le Mexique perd son match contre le Portugal par au moins de buts d'écart et que dans le même temps, l'Angola bat l'Iran par au moins trois buts d'écart). Globalement, les Palancas Negras sont solides en défense mais sont incapables de prendre le jeu à son compte sur le front de l’attaque. De plus, les blessures de Loco et de Mateus (blessé au bras) en première période et de Akwá (blessure à l'aine) en seconde période ont joué sur la performance des Angolais durant ce match. Mais le but de Flávio à la soixantième minute de la tête sur un centre de Zé Kalanga donne de l'espoir aux Angolais car combiné au score de Portugal-Mexique (2-1), les Angolais doivent encore marquer pour se qualifier. Cependant, les Iraniens égalisent à la soixante-seizième minute de la tête de Bakhtiarizadeh sur un corner. Cela assomme les espoirs des Angolais qui sont éliminés, avec deux points et une troisième place dans le groupe. Après sa performance lors du match, le milieu angolais Zé Kalanga est élu Homme du Match par la FIFA.
Au final, le bilan de l'Angola à la Coupe du monde 2006 est bien résumé par le rapport de la FIFAs : 

« L'Angola a été une bonne surprise en résistant bien à tous les adversaires : 2 matches nuls (Mexique et Iran) et 1 défaite (Portugal). 
Dans le dernier match, des circonstances plus favorables auraient pu lui permettre de se qualifier. Mais il lui aurait fallu mieux qu'un match nul. Les Angolais jouent majoritairement dans le championnat local et dans les divisions inférieures à l'étranger. »